# August von Stockhausen
August Wilhelm Ernst von Stockhausen (1791 — 1861) foi tenente-general e ministro da guerra da Prússia de 27 de fevereiro de 1850 a 31 de dezembro de 1851.